# Santiano
Santiano – niemiecki zespół muzyczny łączący muzykę popularną, folk rock, szanty oraz irlandzki folk.

## Członkowie zespołu
- Björn Both – wokal, gitara, instrumenty basowe(inne języki), didgeridoo
- Hans-Timm „Timsen” Hinrichsen – wokal, gitara, instrumenty basowe, instrumenty perkusyjne
- Axel Stosberg – wokal, harmonijka, instrumenty perkusyjne
- Andreas Fahnert- wokal, gitara
- Peter David „Pete” Sage – skrzypce, mandolina, wokal, akordeon, buzuki, instrumenty perkusyjne, tin whistle

## Historia
Pomysł na powstanie zespołu pochodzi od Hartmuta Krecha, producenta muzycznego i właściciela wytwórni Elephant Music z Flensburga. Zrodził się on w 2011 r. na imprezie zorganizowanej przez inżynierów dźwięku z Elephant Music, gdzie wszyscy byli pod ogromnym wrażeniem spontanicznego, wspólnego śpiewania szant przez muzyków. Mimo iż realizowali oni wcześniej inne projekty, udało mu się doprowadzić do powstania Santiano.
Debiutancki album grupy – Bis ans Ende der Welt, został wydany 3 lutego 2012 r. przez We Love Music (wytwórnię współtworzoną przez Universal Music Group i ProSiebenSat.1 Media) i doszedł do pierwszego miejsca na niemieckiej liście przebojów. W tym samym roku zespół odbył trasę koncertową i wydał album koncertowy. Drugi studyjny album – Mit den Gezeiten został wydany w maju 2013 r. i również wspiął się na pierwsze miejsce niemieckiej listy przebojów. W 2013 i 2014 r. zespół otrzymał nagrodę niemieckiego przemysłu muzycznego Echo w kategorii muzyka folkowa. W 2014 r. zespół wziął udział w Unser Song für Dänemark czyli niemieckich eliminacjach do konkursu Eurowizji, gdzie doszedł do półfinału. Kolejne albumy studyjne – Von Liebe, Tod und Freiheit oraz Im Auge des Sturms ukazały się w 2015 i 2017 r. odnosząc sukces. W 2016 i 2018 r. Santiano ponownie otrzymał nagrodę Echo w kategorii muzyka folkowa.

## Dyskografia
Albumy studyjne oraz najwyższe miejsca na niemieckiej, austriackiej i szwajcarskiej liście przebojów: 
| Rok  | Tytuł                       | Najwyższe miejsca w: | Najwyższe miejsca w: | Najwyższe miejsca w: |
| ---- | --------------------------- | -------------------- | -------------------- | -------------------- |
| Rok  | Tytuł                       | DE                   | AU                   | CH                   |
| 2012 | Bis ans Ende der Welt       | 1                    | 15                   | 25                   |
| 2013 | Mit den Gezeiten            | 1                    | 31                   | 21                   |
| 2015 | Von Liebe, Tod und Freiheit | 1                    | 9                    | 2                    |
| 2017 | Im Auge des Sturms          | 1                    | 5                    | 5                    |
| 2019 | MTV Unplugged               | 1                    | 19                   | 55                   |